# Lesley-Ann Brandt
Lesley-Ann Brandt (Kaapstad, 2 december 1981) is een Zuid-Afrikaanse actrice.

## Levensloop en carrière
Brandt werd geboren op 2 december 1981 in Kaapstad. Als actrice werd ze bij het grote publiek bekend door haar rol van slavin Naevia in Spartacus: Blood and Sand uit 2010. Een jaar later speelde ze dezelfde rol in de prequel Spartacus: Gods of the Arena. In het derde deel Spartacus: Vengeance keert Brandt niet terug. In 2013 acteert ze met Sam Worthington in Drift. In 2016 werd ze bekend als Mazikeen (Maze) in de reeks Lucifer.